# 마우리시오 피니야

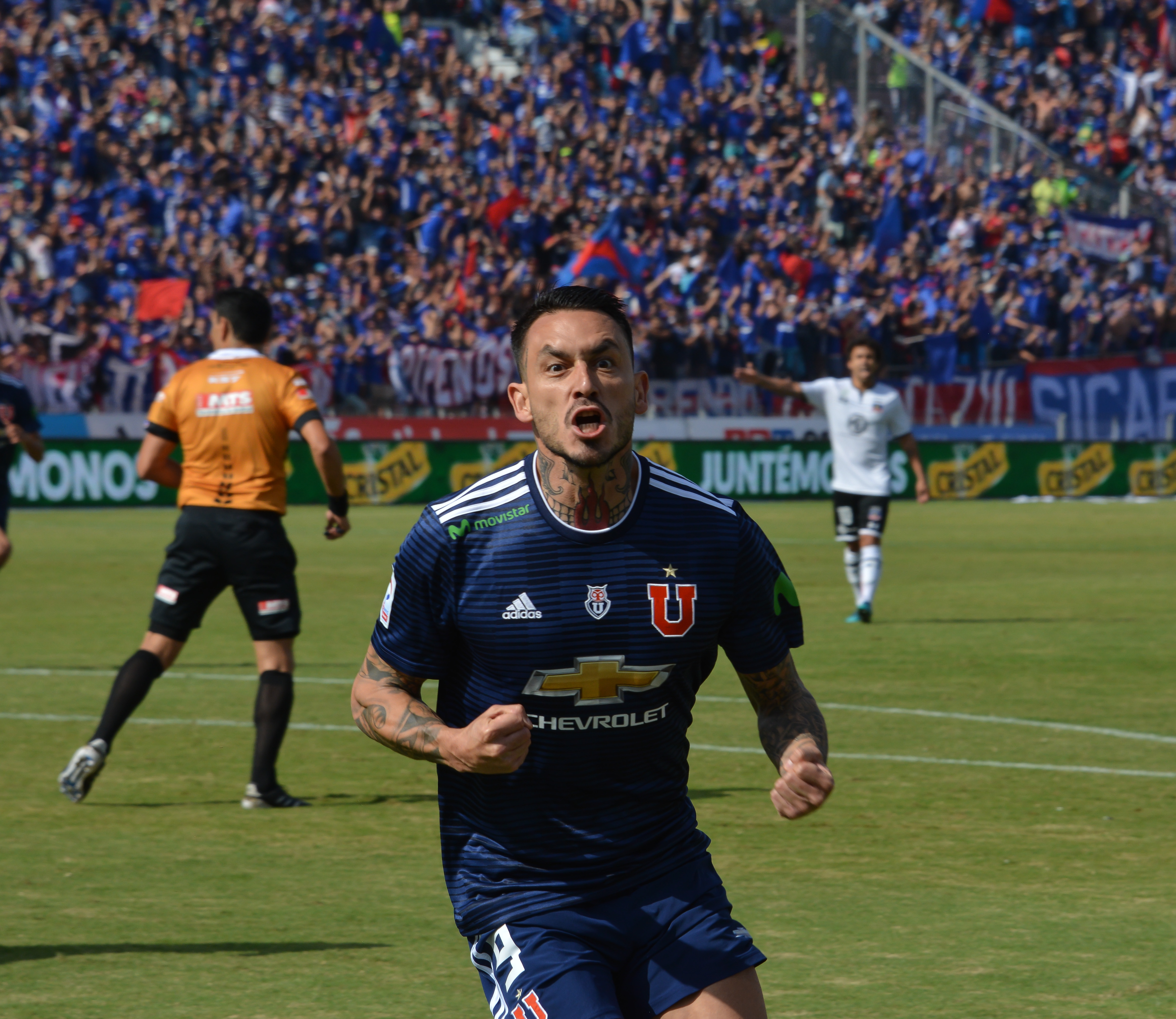

마우리시오 피니야(스페인어: Mauricio Ricardo Pinilla Ferrera, 1984년 2월 4일, 칠레 산티아고 ~ )는 칠레의 전 축구 선수이다.